# آفریقا فریاد می‌زند
آفریقا فریاد می‌زند (انگلیسی: Africa Screams) فیلمی به کارگردانی چارلز بارتون محصول سال ۱۹۴۹ کشور ایالات متحده آمریکا است.